# Ambasciatore d'Italia in Pakistan
L'ambasciatore d'Italia in Pakistan è il capo della missione diplomatica della Repubblica Italiana in Pakistan.
L'ambasciata ha sede a Islamabad.

## Storia
L'inizio dei rapporti diplomatici tra Italia e Pakistan risale al 1948. Le relazioni tra i due paesi sono molto cordiali, e l'Italia è uno dei principali investitori in Pakistan. L'Italia supporta inoltre l'adesione del Pakistan all'area di libero scambio tra Pakistan e Unione europea.
Il primo ambasciatore italiano in Pakistan fu Augusto Assettati, che servì in questa carica dal 1948 al 1951. Durante la coup del 1958 da parte di Ayyub Khan l'ambasciatore italiano era Manlio Castronuovo. Durante la presidenza di Khan (che impose la legge marziale fino al 1961) furono ambasciatori: Sergio Koliancich (1960-1962), Adalberto Figarolo di Gropello (1962-1964), Luca Dainelli (1964-1966), Ezio Mizzan (1966-1969) e Franco Bounous (1969-1973). Gerardo Zampaglione, che fu accreditato il 29 maggio 1977, stava servendo come ambasciatore durante la coup del 5 luglio 1977 (Operation Fair Play). Durante il colpo di stato del 12 ottobre 1999 l'ambasciatore italiano era Enrico Gerardo De Maio, succeduto il 25 gennaio 2001 da Angelo Gabriele De Ceglie, l'ultimo ambasciatore italiano a servire durante la presidenza del generale Pervez Musharraf. Attualmente l'ambasciatore italiano in Pakistan è Andreas Ferrarese.
La sede dell'ambasciata italiana in Pakistan si trova a Islamabad. L'Italia ha anche un consolato generale a Karachi (l'ex capitale, nonché città più grande e centro finanziario del Pakistan, un tempo sede dell'ambasciata italiana) e un consolato onorario a Lahore.

## Lista
| Dal  | Al   | Ambasciatore                   |
| ---- | ---- | ------------------------------ |
| 1948 | 1951 | Augusto Assettati              |
| 1951 | 1953 | Omero Formentini               |
| 1953 | 1955 | Benedetto D’Acunzo             |
| 1955 | 1957 | Alberto Calisse                |
| 1957 | 1960 | Manlio Castronuovo             |
| 1960 | 1962 | Sergio Koliancich              |
| 1962 | 1964 | Adalberto Figarolo di Gropello |
| 1964 | 1966 | Luca Dainelli                  |
| 1966 | 1969 | Ezio Mizzan                    |
| 1969 | 1973 | Franco Bounous                 |
| 1973 | 1977 | Oberto Fabiani                 |
| 1977 | 1979 | Gerardo Zampaglione            |
| 1979 | 1984 | Paolo Torella di Romagnano     |
| 1984 | 1988 | Amedeo De Franchis             |
| 1988 | 1992 | Arduino Fornara                |
| 1992 | 1996 | Pietro Rinaldi                 |
| 1996 | 2001 | Enrico Gerardo De Maio         |
| 2001 | 2004 | Angelo Gabriele De Ceglie      |
| 2004 | 2008 | Roberto Mazzotta               |
| 2008 | 2012 | Vincenzo Prati                 |
| 2012 | 2015 | Adriano Chiodi Cianfarani      |
| 2015 | 2020 | Stefano Pontecorvo             |
| 2020 | -    | Andreas Ferrarese              |